# 西蒙·德蒂厄

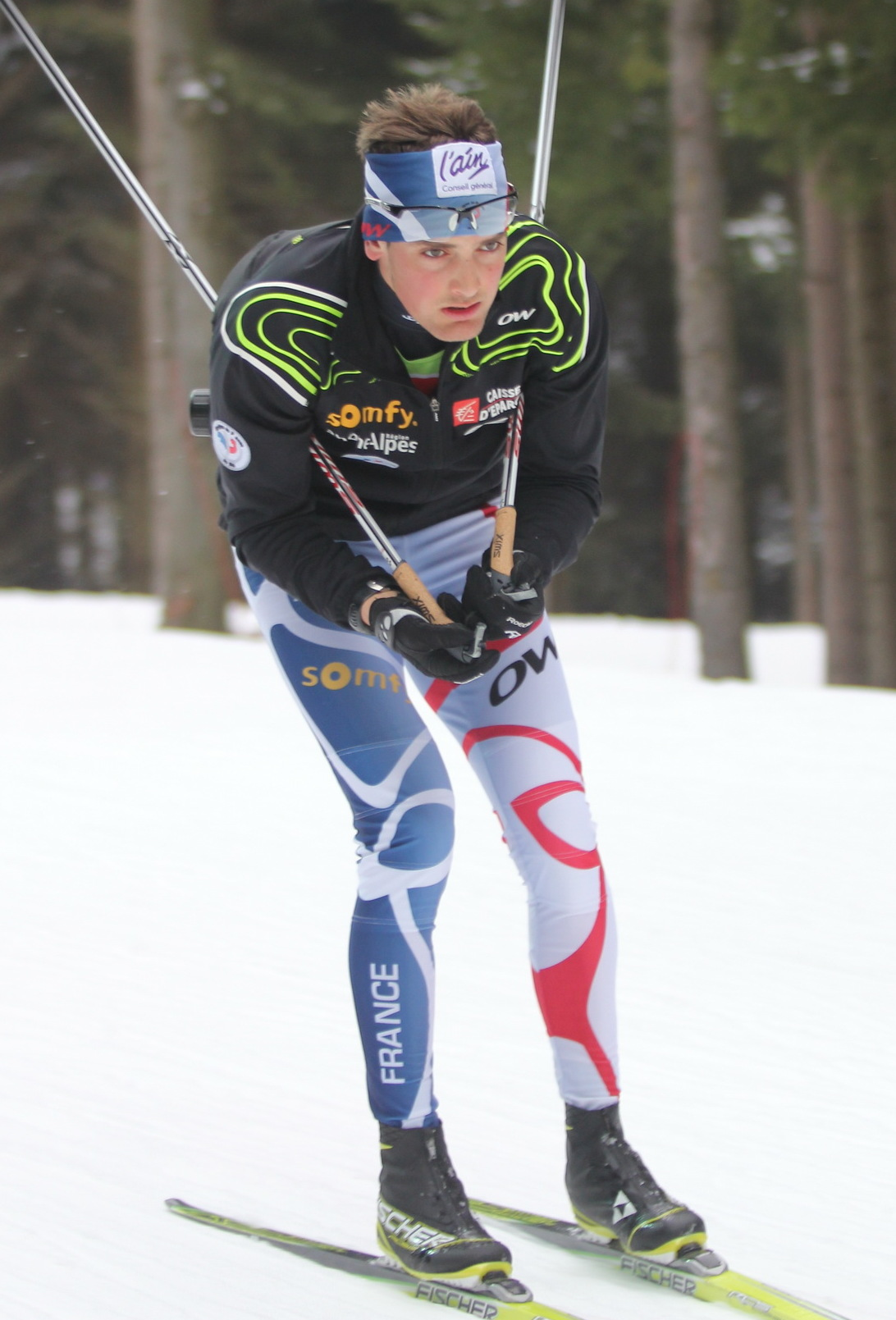
西蒙·德蒂厄

西蒙·德蒂厄（法語：Simon Desthieux，1991年12月3日—），法国男子冬季两项运动员。他曾代表法国参加2014年、2018年和2022年冬季奥林匹克运动会冬季两项比赛，获得一枚金牌和一枚银牌。